# Ендрю Біркін
Ендрю Тімоті Біркін (англ. Andrew Timothy Birkin; нар. 9 грудня 1945, Лондон) — британський сценарист та режисер. Брат Джейн Біркін.

## Життєпис
Народився 9 грудня 1945 року у Лондоні в родині лейтенанта-командера ВМС Британії Девіда Біркіна (1914—1991) і акторки Джуді Кемпбелл (1916—2004). Молодші сестри — акторка і співачка Джейн Біркін (1946—2023) та скульптор Лінда Біркін (нар. 1950). Племінниці — фотохудожниця Кейт Баррі (1967—2013), акторка Шарлотта Генсбур (нар. 1971) та акторка Лу Дуайон (нар. 1982). Навчався у школах Елстрі та Герроу.
Після школи працював кур'єром у лондонському офісі кінокомпанії 20th Century Fox. Пізніше, отримавши профільну освіту на Elstree Studios, працював помічником на зйомках фільмів «Чарівна таємнича подорож» гурту The Beatles, «Космічна одіссея 2001 року» Стенлі Кубрика та інших. 1972 року став співавтором сценарію до музичного фільму Жака Демі «Щуролов». 1978 року створив сценарій успішного мінісеріалу «Зниклі хлопчики» виробництва BBC на основі історії стосунків Джеймса М. Баррі і Сільвії Левелін-Девіс.
1981 року виступив режисером, сценаристом та продюсером короткометражки «Средні Ваштар» за однойменним оповіданням Сакі, яка принесла йому премію BAFTA за найкращий короткометражний фільм, а також номінацію на премію Оскар за найкращий художній короткометражний фільм. 1986 року став співавтором сценарію до фільму «Ім'я троянди» за романом  Умберто Еко, де у нього також була невелика роль. 1988 року створив кінодраму «Жагуча таємниця» за новелою Стефана Цвейга, головні ролі у якій виконали Клаус Марія Брандауер і Фей Данавей. Стрічка змагалася за Золотого лева на 45-му Венеційському кінофестивалі та отримала приз молодіжного журі на Міжнародному кінофестивалі у Брюсселі.
1992 року вийшла його еротична драма «Сіль на нашій шкірі» з Гретою Скаккі і Вінсентом Д'Онофріо. Наступного року виступив режисером і сценаристом психологічної драми «Цементний сад» за однойменним романом Ієна Мак'юена, яка брала участь у конкурсній програмі 43-го Берлінського кінофестивалю і принесла йому премію Срібний ведмідь за найкращу режисуру. Пізніше брав участь у написанні сценаріїв до фільмів Люка Бессона «Жанна д'Арк» (1999) та Тома Тиквера «Парфумер: Історія одного вбивці» (2006), у першому з яких також з'явився в ролі англійського воєначальника Джона Талбота, а за другий номінувався на премію Сатурн за найкращий сценарій.

## Особисте життя
21 жовтня 2006 року Біркін одружився з художницею Карен Ніколс. У подружжя народилися двоє дітей — дочка Емілі Джейн Біркін (нар. 2008) та син Томас Берні Біркін (нар. 2011). Його троє старших дітей від попередніх стосунків — Девід Біркін (нар, 1977, художник), Анно Біркін (1980—2001, поет і музикант, загинув в автокатастрофі) та Нед Біркін (нар. 1985, сценарист). Разом з родиною мешкає в старому будинку на півострові Ллін в Уельсі.
2006 року разом з фотохудожницею Бі Гілберт, матір'ю його синів Анно і Неда, яка також була продюсером фільму «Цементний сад» та співавтором сценарію фільму «Сіль на нашій шкірі», заснував в пам'ять загиблого сина Анно благодійну організацію «Anno's Africa», яка спеціалізується на освітньо-мистецьких проєктах для дітей з міських нетрів у Кенії та в містах і селах на півночі Малаві. З організацією співпрацюють Гейлі Мілз, Джоанна Ламлі та інші відомі артисти, а одна з її шкіл була показана у другому сезоні серіалу «Восьме чуття» від Netflix.

## Фільмографія

### Сценарист
- 1972 — Щуролов (англ. The Pied Piper)
- 1975 — Полум'я (англ. Flame)
- 1976 — Пітер Пен (телефільм) (англ. Peter Pan)
- 1978 — Багдадський злодій (англ. The Thief of Baghdad)
- 1978 — Загублені хлопчики (мінісеріал) (англ. The Lost Boys)
- 1981 — Омен 3: останній конфлікт (англ. Omen III: The Final Conflict)
- 1981 — Средні Ваштар (короткометражний) (англ. Sredni Vashtar)
- 1985 — Цар Давид (англ. King David)
- 1986 — Ім'я троянди (англ. The Name of the Rose)
- 1988 — Жагуча таємниця (англ. Burning Secret)
- 1992 — Сіль на нашій шкірі (англ. Salt on Our Skin)
- 1993 — Цементний сад (англ. The Cement Garden)
- 1994 — Хороші ідеї 20 століття (документальний телесеріал) (англ. Good Ideas of 20th century), епізод «Ендрю Біркін про Пітера Пена» (англ. Andrew Birkin on Peter Pan)
- 1999 — Жанна д'Арк (англ. The Messenger: The Story of Joan of Arc)
- 2006 — Парфумер: Історія одного вбивці (англ. Perfume: The Story of a Murderer)
- 2010 — Пітер Пен, або маленький хлопчик, який ненавидів матерів (телефільм) (фр. Peter Pan, ou le petit garçon qui haïssait les mères)
- 2018 — Джим Гудзик і машиніст Лукас (нім. Jim Knopf und Lukas der Lokomotivführer)

### Режисер
- 1981 — Средні Ваштар (короткометражний) (англ. Sredni Vashtar)
- 1988 — Жагуча таємниця (англ. Burning Secret)
- 1992 — Сіль на нашій шкірі (англ. Salt on Our Skin)
- 1993 — Цементний сад (англ. The Cement Garden)

### Актор
- 1984 — Піратка (фр. La pirate) — Ендрю
- 1986 — Ім'я троянди (фр. The Name of the Rose) — Катберт з Вінчестера
- 1988 — Майстер кунг-фу (фр. Kung-fu master) — брат
- 1999 — Жанна д'Арк (англ. T Messenger: The Story of Joan of Arc — Джон Талбот
- 2017 — Керол Рід: Ніжний погляд (документальний, короткометражний) (англ. Carol Reed: The Gentle Eye) — у ролі самого себе
- 2021 — Генсбур, ціле життя (документальний телефільм) (фр. Gainsbourg, toute une vie) — у ролі самого себе

### Продюсер
- 1981 — Омен 3: останній конфлікт (англ. Omen III: The Final Conflict), асоційований продюсер.
- 1981 — Средні Ваштар (короткометражний) (англ. Sredni Vashtar)
- 2012 — Маліка (короткометражний) (англ. Malika)

## Нагороди та номінації
Оскар
- 1983 — Номінація на найкращий художній короткометражний фільм (Средні Ваштар).

BAFTA
- 1981 — Найкращий короткометражний фільм (Средні Ваштар).

Берлінський міжнародний кінофестиваль
- 1993 — Премія Срібний ведмідь за найкращу режисуру (Цементний сад).
- 1993 — Номінація на премію Золотий ведмідь (Цементний сад).

Венеційський кінофестиваль
- 1988 — Номінація на премію Золотий лев (Жагуча таємниця).

Міжнародний кінофестиваль у Чикаго
- 1988 — Номінація на премію Золотий Г'юго (Жагуча таємниця).

Міжнародний кінофестиваль у Брюсселі
- 1988 — Приз молодіжного журі (Жагуча таємниця).

Премія Едгара Алана По
- 1987 — Номінація на найкращий фільм (Ім'я троянди).

Сатурн
- 2007 — Номінація на найкращий сценарій (Парфумер: Історія одного вбивці)